# José Roberto Figueroa
José Roberto Figueroa (Olanchito, 15 dicembre 1959 – San Francisco, 25 maggio 2020) è stato un calciatore honduregno, di ruolo attaccante.